# Comité Paralímpico Nacional de Malí
El Comité Paralímpico Nacional de Malí es el comité paralímpico nacional que representa a Malí. Esta organización es la responsable de las actividades deportivas paralímpicas en el país. Es miembro del Comité Paralímpico Internacional y del Comité Paralímpico Africano.